# Patricia Anthony
Patricia Anthony (San Antonio, Texas, Estados Unidos, 3 de enero de 1947-2 de agosto de 2013) fue una escritora estadounidense de ciencia ficción.
Durante los años 1969 y 1970, acompañó a su marido y sus dos hijos por el mundo y fue profesora de inglés en Portugal y Brasil. Al divorciarse, se instaló en Dallas donde trabajó en el Dallas Morning News. 
Publicó su primera novela en 1992, Cold Allies, su obra más conocida es Brother Termite, que se quiso llevar al cine, pero al final no cuajó la idea.  
Tras sus primeros éxitos como novelista, trabajó enseñando escritura en la Southern Methodist University y tras su última novela de 1998, se ha dedicado a ser guionista.
Falleció el 2 de agosto de 2013 a los 66 años de edad.

### Novelas
- Cold Allies, Harcourt Brace Jovanovich, 1993.
- Brother Termite, Harcourt Brace, 1993
- Conscience of the Beagle,  First Books, 1993.
- Happy Policeman, Harcourt Brace, 1994.
- Cradle of Splendor , Ace, 1996.
- God's Fires,  Ace, 1997.
- Flanders: A Novel, Ace, 1998.

### Relato corto
- Blood Brothers en Aboriginal Science Fiction, febrero de 1987.
- What Brothers Are For, en Aboriginal Science Fiction, 1987.
- Anomaly, en Aboriginal Science Fiction, 1988.
- Good Neighbor, en Aboriginal Science Fiction 1988.
- Sweet Tooth at Io, en Aboriginal Science Fiction, i 1988.
- Belief Systems, en Aboriginal Science Fiction, 1989.
- Bluebonnets, en Aboriginal Science Fiction, 1989.
- Eating Memories, en Aboriginal Science Fiction, 1989.
- The Name of the Demon, en The Magazine of Fantasy and Science Fiction, 1989, Mercury Press, Inc.
- Coyote on Mars, en Aboriginal Science Fiction, 1990.
- Lunch with Daddy, en Pulphouse: The Hardback Magazine Issue 8, 1990.
- The Deer Lake Sightings,  en Weird Tales, 1990.
- The Murcheson Boy, en Weird Tales, e 1990.
- For No Reason, en Isaac Asimov's Science Fiction Magazine, septiembre de 1990, Davis Publications, Inc. Réimp. en Isaac Asimov's Robots, Ace, 1991.
- The Holes Where Children Lie, en Aboriginal Science Fiction, J 1991.
- The Dark at the Corner of the Eye, en Full Spectrum 3, Doubleday Foundation, 1991.
- The Shoot, en Aboriginal Science Fiction, 1992.
- The Secret Language of Old White Ladies, en Aboriginal Science Fiction, Automne 1992.
- Blue Woofers, en Isaac Asimov's Science Fiction Magazine, 1992, Davis Publications, Inc.
- Gingerbread Man, en Aboriginal Science Fiction, 1993.
- Dear Froggy, en Aboriginal Science Fiction, 1993.
- Born to Be Wild, en Aboriginal Science Fiction, 1993.
- Guardian of Fireflies, en Asimov's Science Fiction, 1993, Bantam Doubleday Dell Magazines.
- The Last Flight from Llano, en Asimov's Science Fiction, 1993, Bantam Doubleday Dell Magazines.
- Alone Again in Dweebland, enAboriginal Science Fiction, 1997.
- Mercy's Children, dans Albedo One #20, 1999, Albedo One Productions.

### Ensayos y artículos
- Read This, dans The New York Review of Science Fiction, febrero de 1993.
- The If-You-Serve-This-They'll-Swear-You're-Hispanic Queso, dans Serve It Forth -- Cooking With Anne McCaffrey, Aspect / Warner Books, 1996.
- The I've-Been-to-Brazil-I-Know-What-Black-Beans-Are Dip, dans Serve It Forth -- Cooking With Anne McCaffrey, Aspect / Warner Books, 1996.
- The I-Stole-This-Mexican-Chicken-and-Dumpling-Recipe-and-then-Changed-It-So-Much-That-Not-Even-Its-Mama,-an-Intellectual-Property-Lawyer,-Would-Recognize-It-Main-Dish, dans Serve It Forth -- Cooking With Anne McCaffrey,Aspect / Warner Books, 1996.